# Легкі крейсери типу «Раймондо Монтекукколі»
Легкі крейсери типу «Раймондо Монтекукколі» (італ. Classe Raimondo Montecuccoli) — третій підклас легких крейсерів Королівських ВМС Італії періоду Другої світової війни типу «Кондотьєрі» («Кондотьєрі» типу «C»).

## Історія створення
Досвід експлуатації крейсерів типів «Альберто да Джуссано» та «Луїджі Кадорна» показав, що їх єдина перевага - висока швидкість - досягається лише на випробуваннях. В умовах реальної експлуатації вона є значно нижчою. При цьому через слабкий захист кораблі відповідали рівню лідерам ескадрених міноносців країн-суперниць, перш за все Франції. Тому у 1930 році фірмі «Ансальдо» було доручено спроектувати крейсери, які б мали кращий захист. Проектні роботи були виконані швидко і вже у 1931 році були закладені обидва кораблі. 
Ці кораблі послужили прототипом при проектуванні радянських крейсерів проекту 26 «Кіров».

## Представники
| Назва                                       | Верф                                      | Закладений          | Спущений на воду   | Вступив у стрій     | Доля |
| ------------------------------------------- | ----------------------------------------- | ------------------- | ------------------ | ------------------- | --- |
| Раймондо Монтекукколі Raimondo Montecuccoli | «Ansaldo» , Генуя                         | 1 жовтня 1931 року  | 2 серпня 1934 року | 30 червня 1935 року | виключений зі списків флоту 1 червня 1964 року, розібраний на брухт у 1972 році                                   |
| Муціо Аттендоло Muzio Attendolo             | «Cantieri Riuniti dell'Adriatico», Трієст | 10 квітня 1930 року | 9 серпня 1934 року | 7 серпня 1935 року  | Потоплений американськими бомбардувальниками B-24 «Ліберейтор» під час ремонту в порту Неаполя 4 грудня 1942 року |

## Конструкція

### Корпус та бронювання

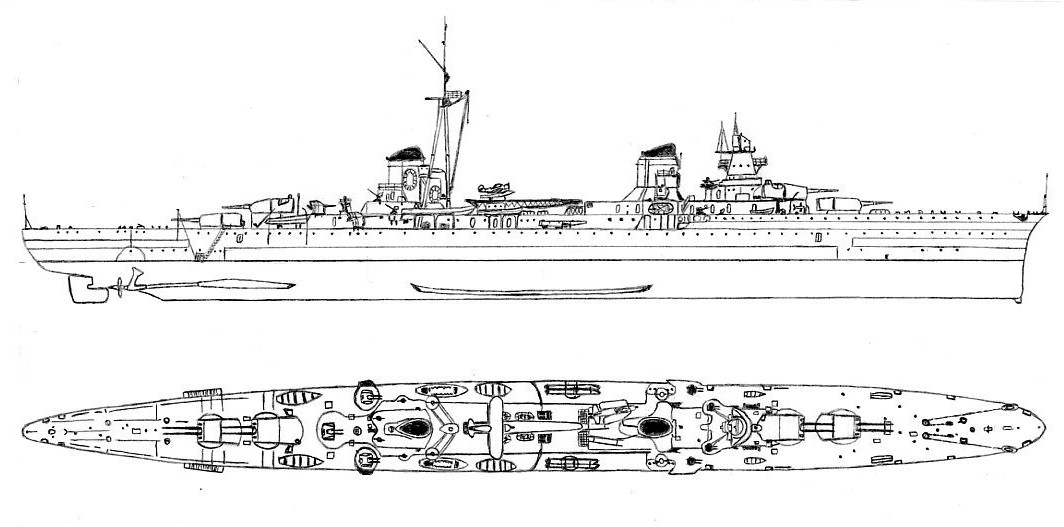
Схема крейсерІв типу «Раймондо Монтекукколі»

Основу броньованого захисту становив 60-мм пояс з марганцовистої сталі, який тягнувся від барбета башти №1 до барбета башти № 4. Його завершувати траверзні перебірки товщиною 25 мм. Також була передбачена поздовжня 20-мм протимінна переборка. Бронювання палуби становило 30 мм, бойова рубка - 100 мм. Командно-далекомірний пост лобову та задню броню 25 мм, дах - 30 мм.
Башти головного калібру захищала 70-мм лобова, 45-мм бортова та 30-мм задня броня. Барбети башт № 2 та № 3 прикривала 50-мм броня, барбети носових башти - 30-45 мм, барбети кормової башти - 30 мм. Щити 100-мм гармат мали товщину 8 мм.
Загалом маса броні становила 1 350 т, тоді як у попередніх серіях - лише 575 т.

### Силова установка
Силова установка складалась з 6 нафтових котлів «Ярроу», які виробляли пару для 3 парових турбін (типу «Беллуццо» на «Раймондо Монтекукколі» і типу «Парсонс» на «Муціо Аттендоло»), які працювали на 2 трилопасні гвинти. Потужність силової установки становила 106 000 к.с., що забезпечувало швидкість у 37 вузлів.
Дальність плавання становила 1 128 і 1 183 милі на 35 вузлах або 4 122 і 4 411 миль на 18 вузлах відповідно.
Запас палива становив 1 180 т і 1 1 118 т, максимальний - 1 300 т і 1 295 т відповідно.

### Озброєння
Головний калібр складався з восьми 152-мм гармат «OTO/Ansaldo 152/53», розміщених попарно у 4 баштах, розташованих традиційно за лінійно-підвищеною схемою. 
Універсальна артилерія складалась з шести 100-мм гармат «100 mm/47 OTO», розміщених попарно у трьох установках.
Малокаліберна та зенітна артилерія складалась з восьми 37-мм автоматів «Breda » 1932 року, які під час війни замінили на моделі 1938 року. Її доповнювали вісім 13,2-мм кулеметів «Breda Mod. 31» в 4 спарених установках.
У 1943 році на «Раймондо Монтекукколі» встановили десять 20-мм зенітних автоматів «OK 20/70 3S». Також в цей час було оновлене радіотехнічне обладнання.
Під час післявоєнних модернізацій було оновлене радіотехнічне озброєння та зенітна артилерія.
Торпедне озброєння складалось з чотирьох 533-мм торпедних апаратів з боєзапасом у 8 торпед.
Крейсери також мали на кормі обладнання для постановки мін, але при повному боєкомплекті гармата № 4 не могла вести вогонь. Якщо ж можливість вести вогонь баштою № 4 зберігалась, то крейсери могли взяти на борт зменшений боєзапас мін.
Як і всі великі бойові кораблі, збудовані у 1930-ті роки, «Кондотьєрі типу С» мали авіаційне озброєння, яке складалось з катапульти та 2 літаків-розвідників IMAM Ro.43.